# 多川萬助
多川 萬助（たがわ まんすけ、旧姓・平原、前名・太八郎、1845年4月28日（弘化2年3月22日） - 没年不明）は、日本の資産家、広島県の大地主、広島県多額納税者、銀行家。多川銀行頭取。族籍は広島県平民。

## 経歴
広島県平民・平原甚太郎の長男。1880年5月に先代萬助の養子となり、1904年11月に家督を相続し、旧名・太八郎を萬助に改める。
1900年、広島多額納税者の班に伍し、地主会が設立されると、大地主会員に推薦される。貸金業、商業を営む。

## 人物
深く仏教を崇信する。住所は広島県賀茂郡阿賀町（現・呉市）。

## 家族・親族
多川家
- 養父・萬助[3][4]
- 妻・リキ（1845年 - ?、広島、多川元助の長女）[3][4]
- 養子・一治[10]（1891年 - ?、広島、多川熊次郎の長男、広島多額納税者、阿賀穀物問屋代表取締役、農業[10]）
  - 同妻・政（1893年 - ?、岡山、広井宇平の長女）[3][4][10]
- 孫[3][4]